# Віллі Габріель
Віллі Едуард Габріель (нім. Willi Eduard Gabriel; 31 грудня 1893, Бромберг — 1 червня 1968, Західний Берлін) — німецький льотчик-ас, віцефельдфебель Прусської армії, гауптман люфтваффе.

## Біографія
Зацікавився авіацією ще до Першої світової війни, намагався будувати власні аероплани. Був призваний до армії у перші дні війни. З початку 1915 року Віллі та його брат-близнюк Вальтер служили у 34-му льотному дивізіоні під Верденом, з початку 1916 року — в 21-му льотному дивізіоні. 19 серпня 1917 року Вальтер був збитий наземним вогнем і взято в полон. Віллі Габріель після цього перейшов у 44-й льотний дивізіон, а пізніше — у 207-й льотний дивізіон, а на початку 1918 року – в 15-ту винищувальну ескадрилью, в якій літав із спостерігачем єфрейтором Гузебайном і здобув свою першу перемогу.
Прагнучи літати на винищувачах, Віллі Габріель домовився з гауптманом Вільгельмом Райнгардом з 1-ї винищувальної групи про те, щоб той клопотав про його переведення. 15 квітня 1918 року клопотання було задоволене і Габріель був направлений в 11-ту винищувальну ескадрилью. Літаючи у складі ескадрильї, Віллі Габріель здобував перемогу за перемогою. Однак 18 липня 1918 року Габріель, будучи веденим командира 1-ї винищувальної групи Германа Герінга, залишив стрій і полетів в іншому напрямку. Зустрівшись у групою французьких літаків Breguet та Spad, почав бій і збив три ворожі літаки. У відповідь Герінг заборонив йому підніматися у повітря без особливого дозволу. Проте за кілька годин Габріель порушив наказ і, піднявшись у повітря, збив четверту жертву того дня. За порушення наказу Габріель повністю відсторонений від польотів і в серпні 1918 року відрахований з ескадрильї. До кінця війни Габріель більше бойових вильотів не робив.
Всього за час бойових дій здобув 11 перемог.
В 1938 році знявся в фільмах D III 88 і Pour le Mérite в ролі пілота Fokker Dr.I. Під час Другої світової війни служив у люфтваффе. Помер і був похований у Берліні. Цвинтар не зберігся.

## Нагороди
- Залізний хрест 2-го і 1-го класу
- Нагрудний знак військового пілота (Пруссія)
- Почесний хрест ветерана війни з мечами